# Nkoumou o foula
Le nkoumou o foula, également n'kumu ofula, nkumu o nfula, est un plat gabonais fait à base de feuilles de nkoumou. Il s'accompagne de plusieurs autres ingrédients notamment le sel indigène, le poisson fumé, les crevettes séchées (en). C'est un plat consommé par les  ethnies Téké, Obamba et Ndoumou.[réf. nécessaire]

## Préparation
Le nkoumou o foula se compose des ingrédients suivants : feuilles de nkoumou, poisson séché, chenilles séchées, champignons, sel indigène et d'autres épices.